# Артур Янґ
Артур Янґ (англ. Arthur Young; 11 вересня 1741, Вайтхолл, Лондон, Велика Британія — 12 квітня 1820) — відомий англійський письменник, агроном, економіст, борець за права працівників сільського господарства. Член Лондонського королівського товариства.

## Життєпис
Артур Янґ народився 11 вересня 1741 року в Вайтхоллі, Лондон. Був другим сином Артура Янґа та Анни Лукреції Куссмакер. Закінчив школу в Лавенемі у 1758 році.
Батько хотів зробити його комерсантом, але після його смерті Артур Янґ домігся у матері дозволу керувати фермою, що належала їй в графстві Суффолк. Тут він став застосовувати на практиці різноманітні поліпшення землеробства, які його давно зацікавили. Спочатку вони не мали успіху, але він уперто продовжував досліди і опубліковував результати. Для кращого ознайомлення зі своєю справою він об'їздив всю Англію та Ірландію, а потім здійснив велику подорож по Франції, Іспанії та Італії. 
У 1793 році Пітт призначив його секретарем щойно заснованого бюро землеробства. У цей час він вже користувався великою славою як в Англії, так і в Європі, його твори перекладалися всіма європейськими мовами.

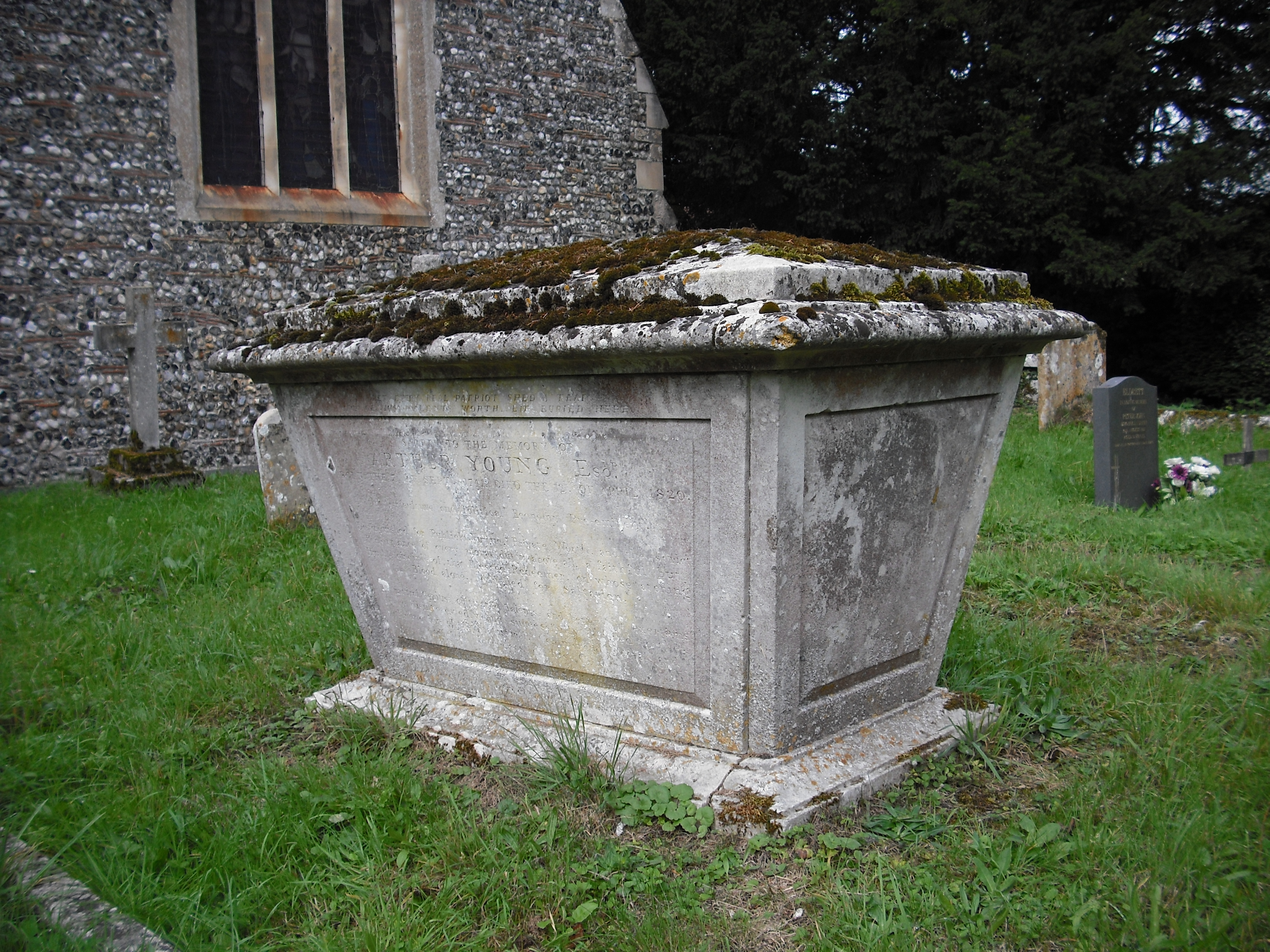
Могила Артура Янґа у церкви Всіх святих, Бредфілд Комбуст

## Доробок
Писати він почав в ранній молодості і видав більше тридцяти праць. Найважливіші з них:
- «Letters to the landlords of the Great Britain» (Л., 1767);
- «Six weeks tour through the southern counties of England and Wales» (Л., 1768);
- «A course of experimental agriculture» (Dodsley, 1770);
- «Farmer’s Calendar» (Л., 1770);
- «Guide in hiring and stocking farms» (Л., 1770);
- «A six months tour through the north of England» (Л., 1770);
- «The farmer’s tour through the east of England» (Л., 1770);
- «Rural economy» (Л., 1772);
- «A tour in Ireland with general observations on the state of that Kingdom» (Дублін, 1780);
- «The question of wool established» (Л., 1787);
- «Travels during the years 1787-88 and 9 undertaken more particularly with a view of ascertaining the cultivation wealth, resources and national prosperity of France» (Л., 1792);
- «An idea of the present state of France» (Л., 1795);
- «Essay on the manure’s» (Л., 1804);
- «On the husbandry of the three celebrated farmers» (Л., 1811);
- «Inquiry into the rise of prices in Europe» (Л., 1815).

Артур Янґ редагував «Annals of agriculture» (Л., 1784 - 1 804 , 45 тт.). Твори Артура Янґа, крім їх значення в агрономії, є джерелом першорядної важливості для історії кінця XVIII ст. При відсутності досить точних статистичних даних для XVIII ст. історики економічного життя Англії та Франції цієї епохи спираються насамперед на спостереження і дані, зібрані Артуром Янґом. Особливо важливе значення мають «Мандри по Франції», так як Янґ був у Франції в 1787-1790  рр. і відобразив становище країни напередодні революції та на її початку. Вперше широко скористався працею Артура Янґа для історії французької революції Токвіль.